# Margarete Stock
Margarete Stock, auch Margarete Oehlmann-Stock, (* 11. August 1900 in Berlin; † 1978 ebenda) war eine deutsche Malerin.

## Leben

### Familie
Margarete Stock heiratete 1921 den Maler und Zeichenlehrer Oehlmann und hatte mit diesem zwei Kinder. In zweiter Ehe war sie mit dem Maler Franz Stock (1896–1970) verheiratet.

### Werdegang
Margarete Stock besuchte 1918 die Staatliche Kunstschule zu Berlin, mit dem Ziel Zeichenlehrerin zu werden und bestand 1920 die Zeichenlehrer-Prüfung.
1927 unternahm sie eine Studienreise nach Italien, auf der sie zahlreiche Landschaftsskizzen erstellte. Weitere Reisen erfolgten 1931 nach Paris, 1938/39 erneut nach Italien und 1957 nach Istanbul. Sie arbeitete als Künstlerin und war in der Zeit des Nationalsozialismus obligatorisch Mitglied der Reichskammer der bildenden Künste. 1944/1945 war sie Zeichenlehrerin in Prenzlau.
1963 übersiedelte sie aus der Deutschen Demokratischen Republik nach West-Berlin.

### Künstlerisches Wirken
Margarete Stocks technisches Arbeitsgebiet umfasste Bleistift- und Federzeichnung, Aquarell- und Ölmalerei, inhaltlich Landschaften, Stillleben, Porträts.
Ende der 1920er Jahre besuchte sie eine Impressionistenausstellung in Berlin und war so begeistert, dass sie zukünftig nur noch so wie die Impressionisten malen wollte. Aus Ausgangspunkt und auch als Kontrollmöglichkeit ihrer Zeichnungen sah sie die Natur, der sie sich immer verpflichtet fühlte. Sie versuchte, das jeweils Typische und Wesentliche einer Landschaft, eines Menschen in ihren Bildern festzuhalten und entfernte sich hierbei wieder vom Impressionismus.

## Ausstellungen (unvollständig)
- 1935: Berlin, Haus des Vereins Berliner Künstler („Jüngere Künstler als Gäste“)
- 1940: Berlin, Haus des Vereins Berliner Künstler („Gastausstellung des Vereins der Künstlerinnen zu Berlin“)

- 1946: Berlin, Zeughaus Unter den Linden („I. Deutsche Kunstausstellung der Deutschen Zentralverwaltung für Volksbildung in der Sowjetischen Besatzungszone“)

- 1952: Bautzen, Görlitz und Zittau („Berliner Künstler“)

- 1953 und 1958: Dresden, Dritte und Vierte Deutsche Kunstausstellung
- postum 2000: Berlin, Galerie am Gendarmenmarkt („Franz und Margarete Stock. Ein Berliner Künstlerpaar“)

## Mitgliedschaften
Margarete Stock wurde um 1940 Mitglied des Vereins der Berliner Künstlerinnen; mit diesem Verein nahm sie an zahlreichen Ausstellungen teil.

## Werke (Auswahl)
- Boddenlandschaft (1951, Aquarell)[3][4]

- Ferienlager (44 × 60 cm; 1952 auf der Ausstellung „Berliner Künstler“)
- Kinderkopf (45 × 40 cm; auf der Ausstellung „Berliner Künstler“)
- Kinderbildnis (Öl, 63 × 53 cm; auf der Dritten Deutschen Kunstausstellung)[5]

- Bürgerpark Pankow (1957, Öl auf Holz, 31 × 38 cm; Stadtmuseum Berlin, Inv.- Nr. GEM 66/29)[6]

- Ferientag (Öl, 44 × 36 cm; auf der Vierten Deutschen Kunstausstellung)[7]
- Mutter mit Kindern (Öl.50 × 40 cm; auf der Vierten Deutschen Kunstausstellung)[8]
- Strandpromenade auf Usedom (Öl, 34 × 49 cm; auf der Vierten Deutschen Kunstausstellung)[9]
- Föhns(t)immung an der Mainau.[10]